# Servicemodul

Vostok med servicemodul

En servicemodul är en komponent i en bemannad rymdfarkost som innehåller en mängd olika stödsystem för farkosten. Den är oftast placerad i de obebodda delarna av rymdfarkosten, bakom besättningens kapsel. I servicemodulen förvaras flera kritiska delsystem, så som elektriska system, miljökontroll, drivmedelstankar och system för framdrift, liknande funktionen hos en satellitplattform.
Servicemodulen kastas bort när uppdraget är klart och brinner vanligtvis upp vid återinträde i atmosfären.
Beroende på rymdfarkostens arkitektur och systemdesign kan innehållet i servicemodulen variera. Nedan listas vanligt förekommande system i servicemodulen:  
- Bränsleceller, solpaneler eller batterier för att försörja rymdfarkosten med elektricitet. Batterier brukar även finnas i besättningens kapsel.
- Flytande väte (LH2) och flytande syre (LOX) för bränslecellsdrift och vattenproduktion, där LOX också används för att ge andningssyre till besättningen.
- Trycksatt helium eller kväve för att trycka förbrukningsvaror och bränsle från källtankar till sina destinationer.
- Navigationsdatorer och tillhörande sensorer.
- Bränsle och oxidationsmedel till styrraketer och framdrivningssystem.
- Termiska styrsystem för uppvärmning och kylning av ovanstående system.

Servicemodulen kan även innehålla vetenskapliga instrument, filmkameror och annat som kan behövas under uppdraget. Servicemodulen kan även användas för att släppa mindre rymdsonder och kubsatelliter under färden.
Även rymdstationer bestående av flera moduler har dedikerade servicemoduler.

## Galleri

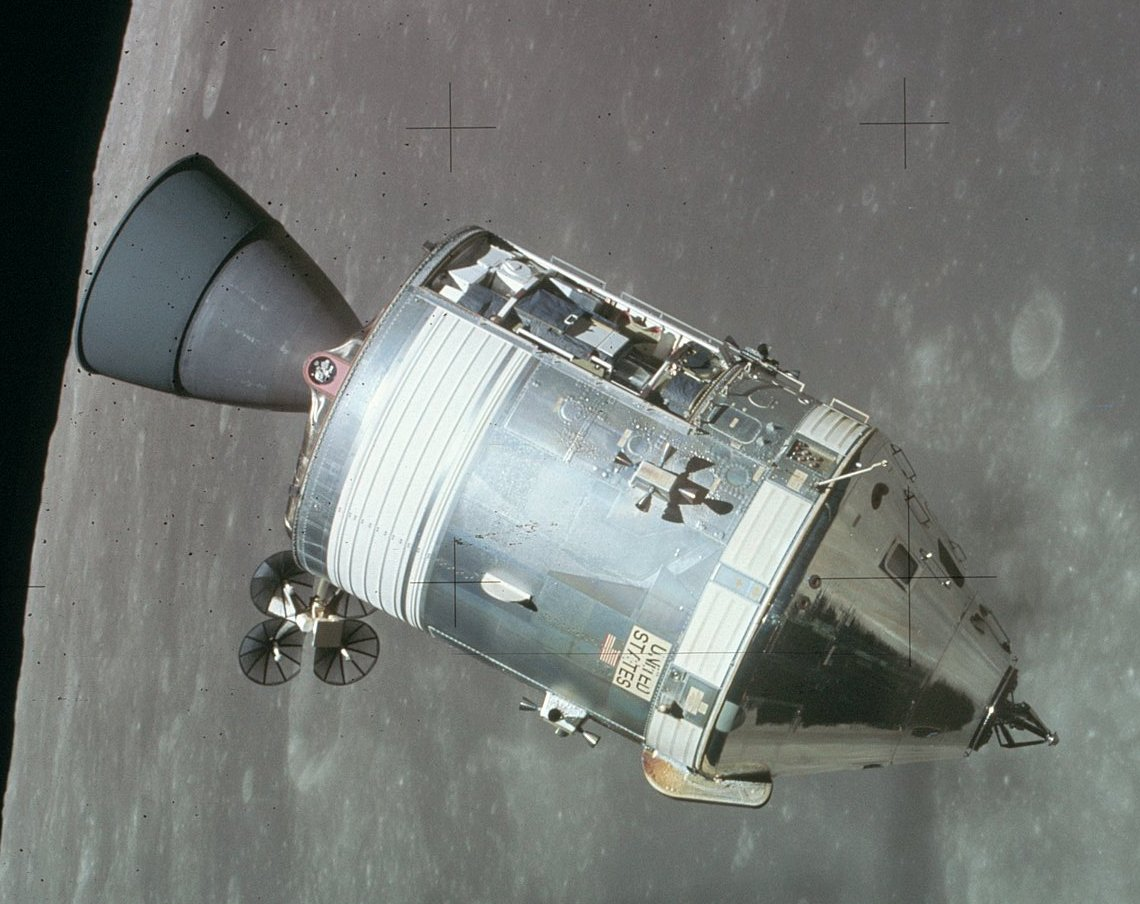
Apollo med servicemodul
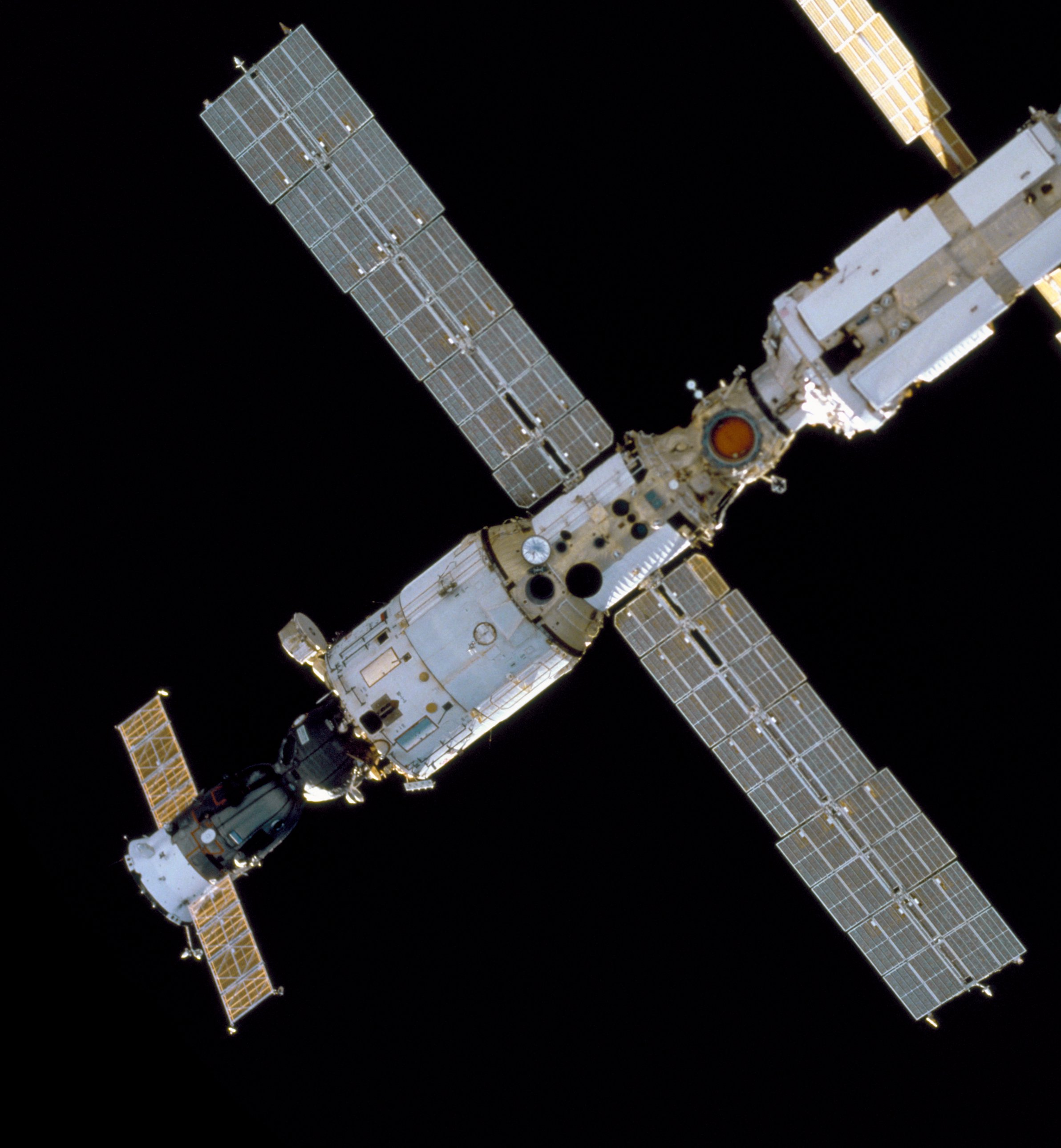
Ryska Zvezda modulen (ISS)
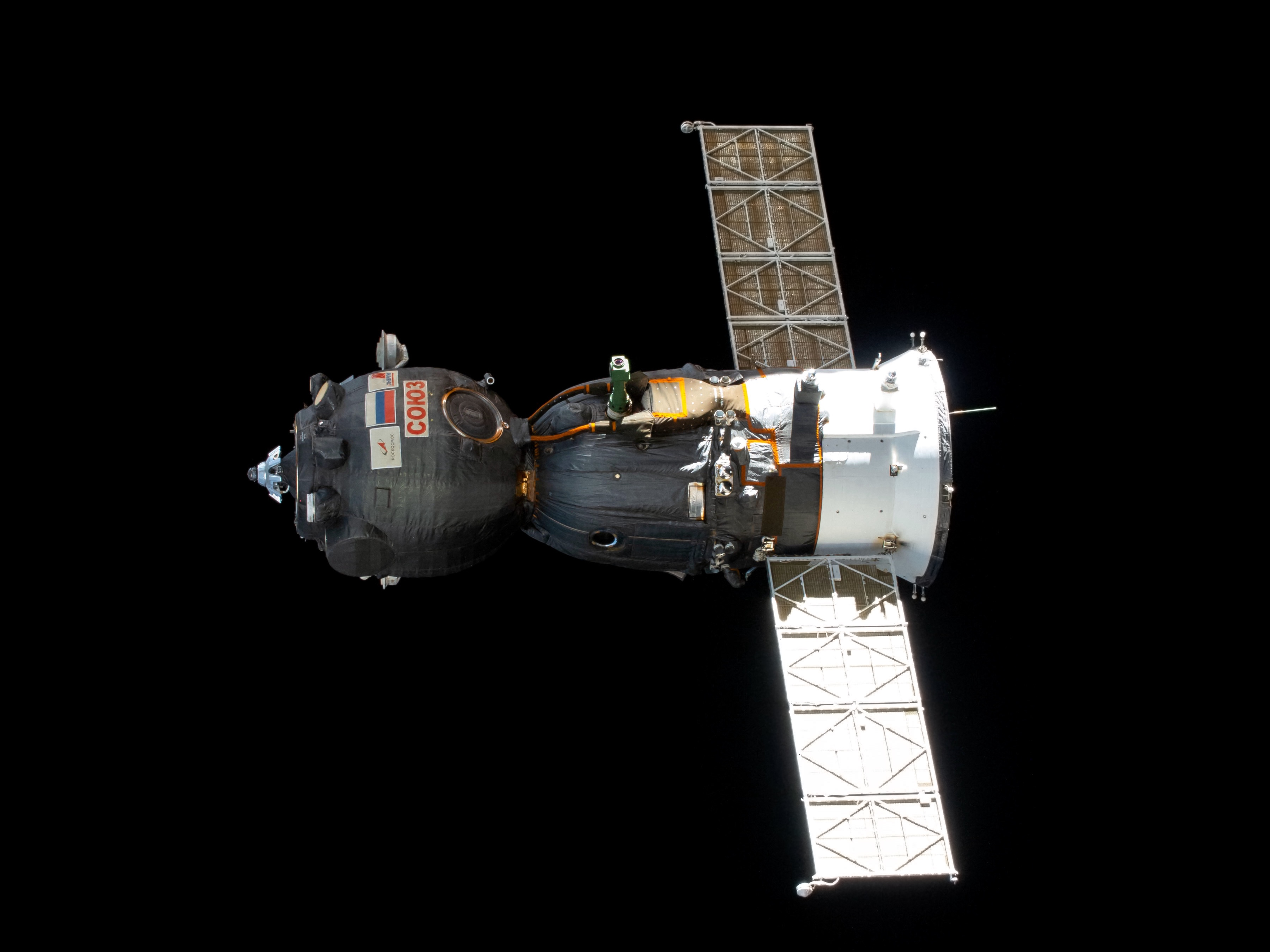
Sojuz  med servicemodul
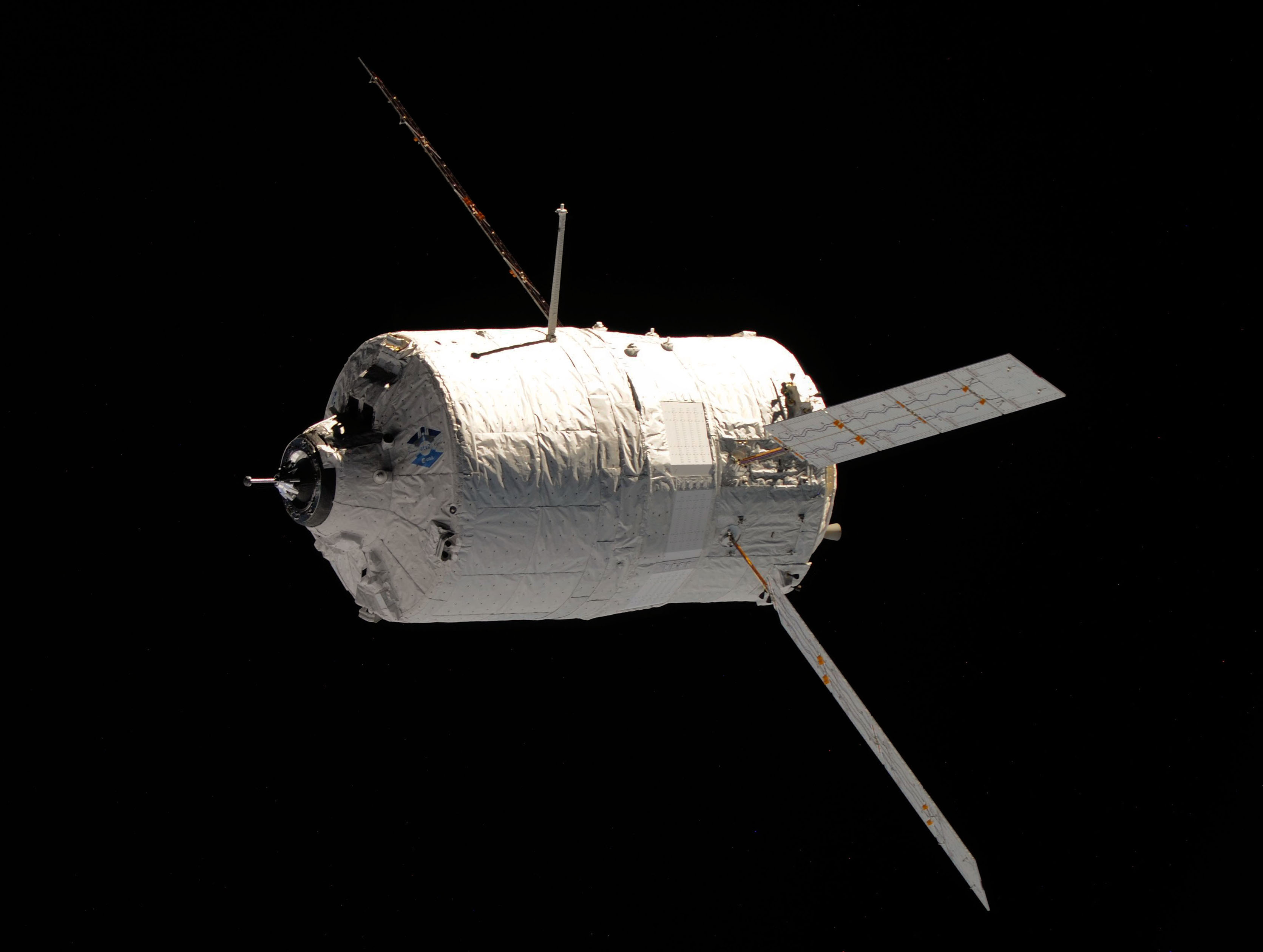
ATV med servicemodul
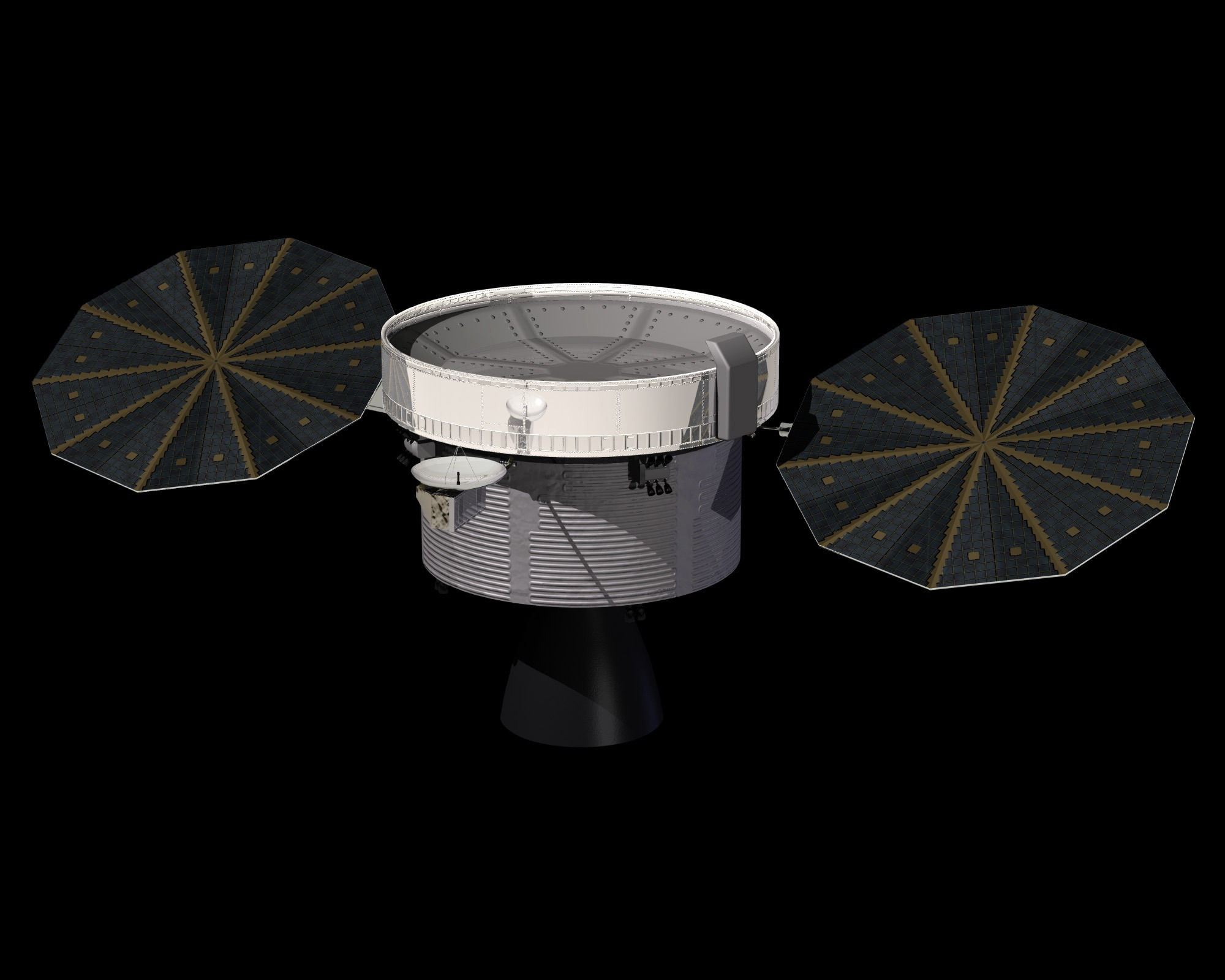
Orions servicemodul
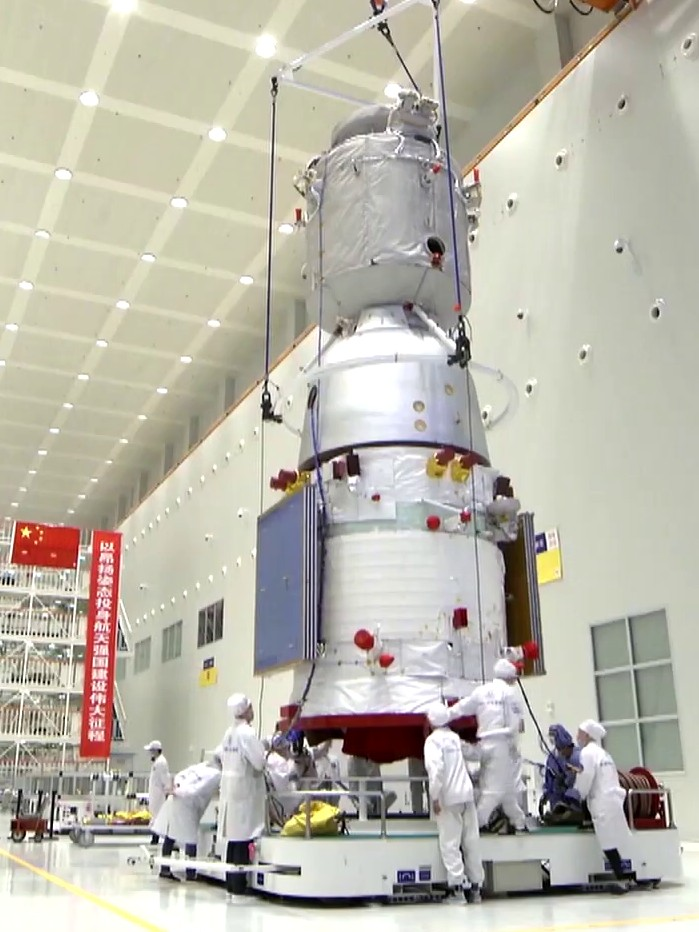
Shenzhou med servicemodul
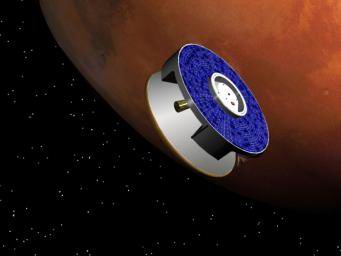
Mars Pathfinder med servicemodul
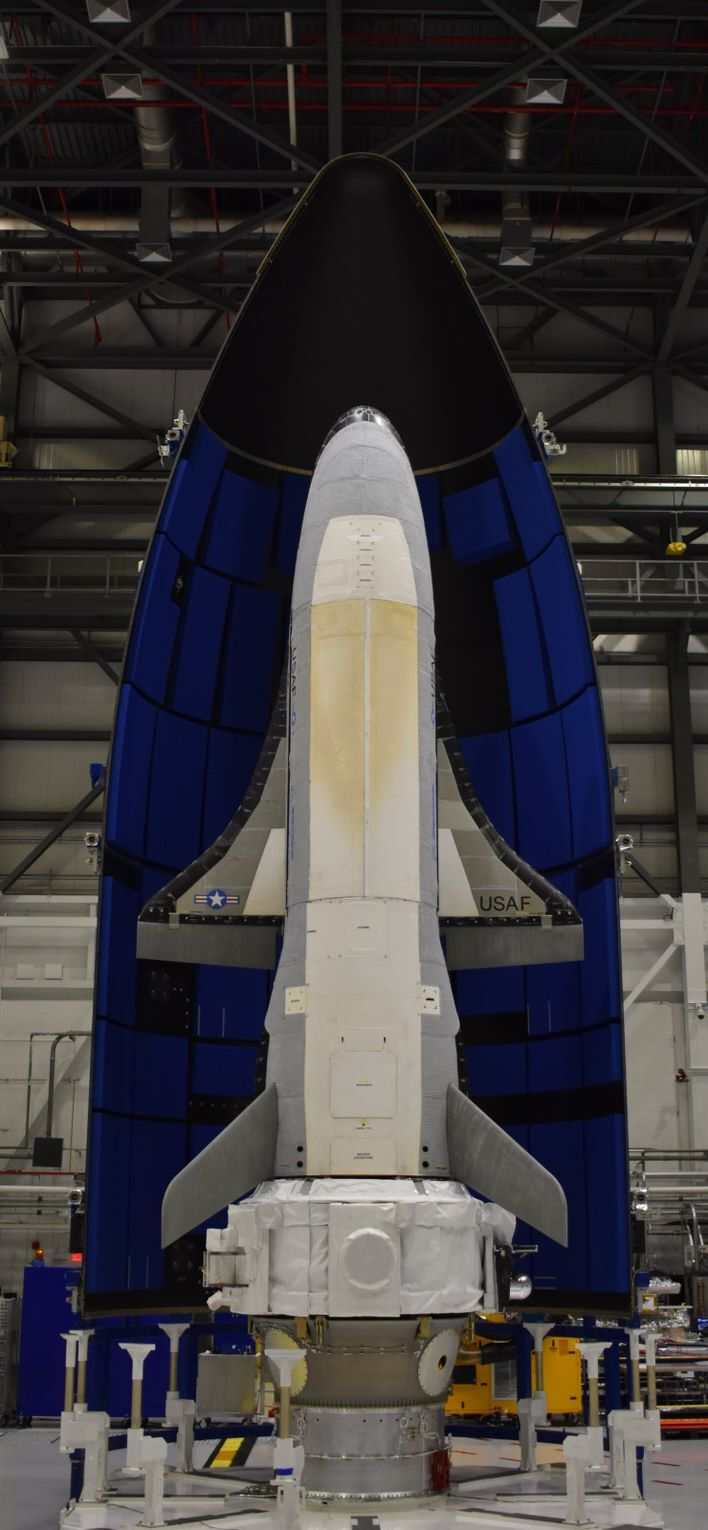
X-37B med servicemodul